# Elworthy
Elworthy – wieś w Anglii, w hrabstwie Somerset, w dystrykcie (unitary authority) Somerset. Leży 64 km na południowy zachód od miasta Bristol i 226 km na zachód od Londynu. W 2001 miejscowość liczyła 103 mieszkańców.